# Biblioteca de Adriano

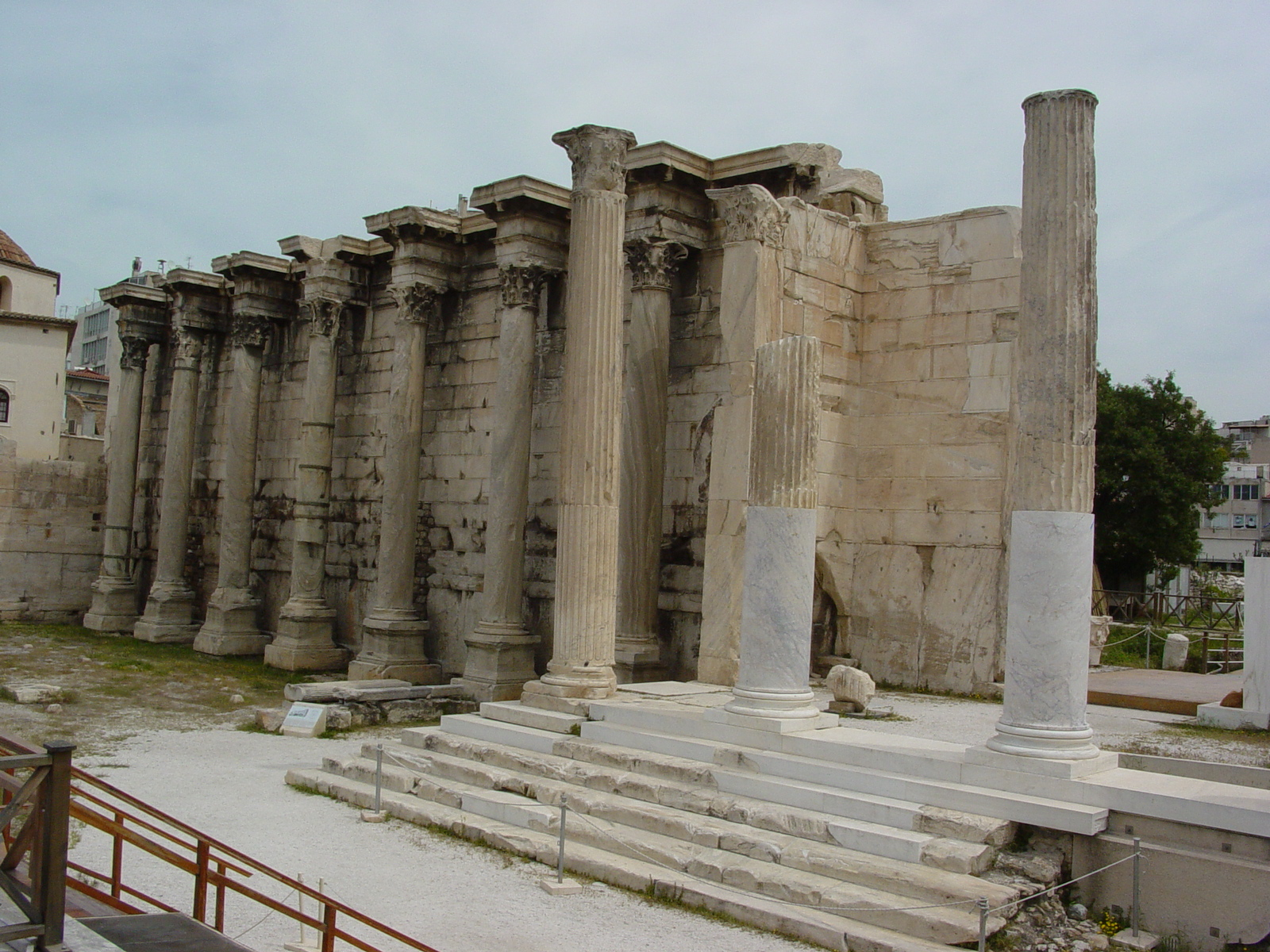
Fachada oeste de la Biblioteca.

La Biblioteca de Adriano o Biblioteca de las Cien Columnas fue un edificio situado al norte del Ágora romana de Atenas. Se construyó en el año 132, por orden del emperador romano Adriano, para albergar su extensa colección de libros, además de funcionar como sala de lectura y centro de convenciones.

## Historia

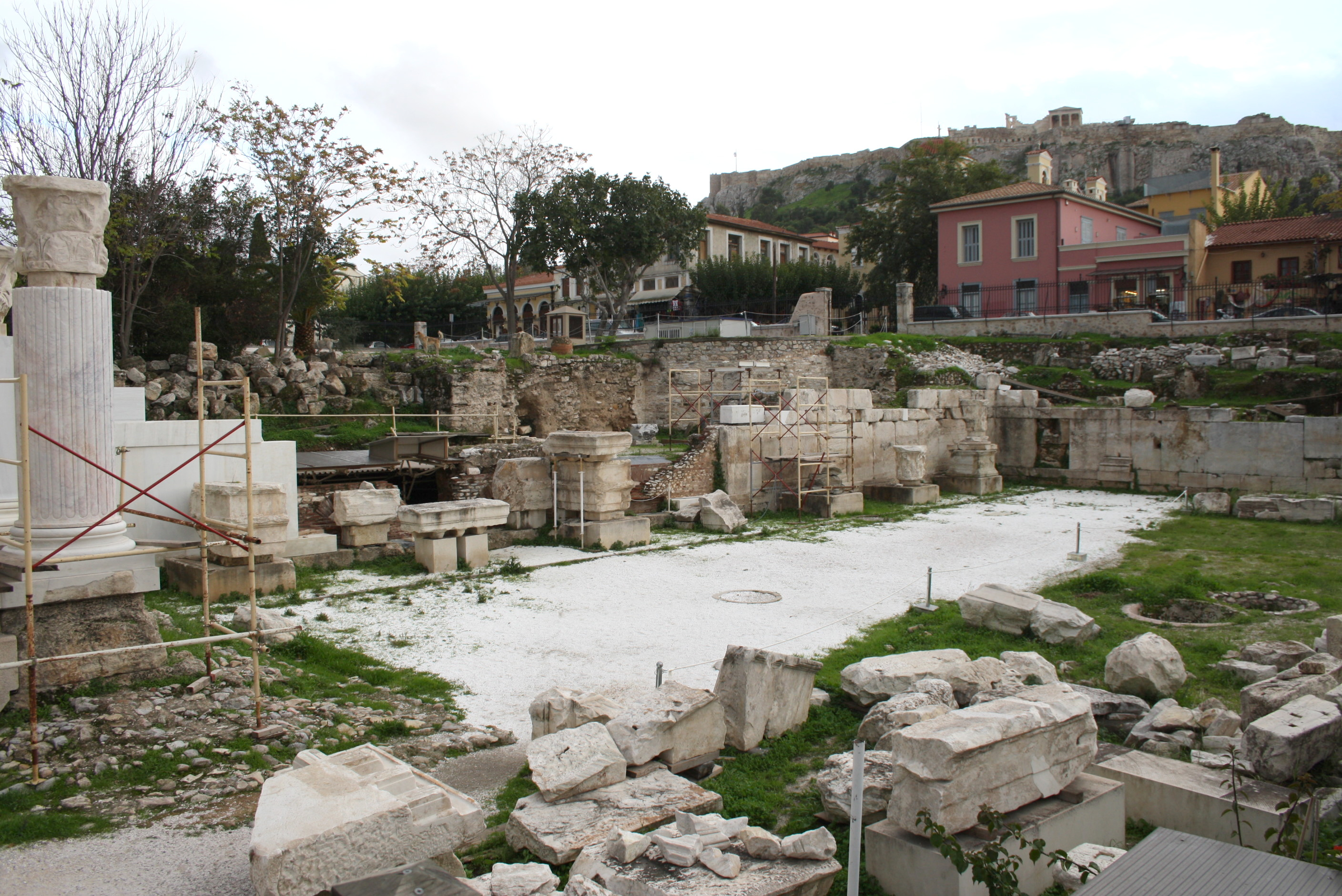
Restos de la mitad sur de la fachada occidental.

La Biblioteca fue construida en 132 por el emperador Adriano. En 267 fue destruida por los hérulos, siendo incorporada posteriormente a la muralla tardorromana de Atenas y reparada en 412. En el siglo V se construyó, en el centro del patio peristilo, una iglesia paleocristiana con planta de trébol de cuatro hojas. En el siglo VII se levantó una basílica de tres naves sobre la iglesia anterior. A su vez, ésta fue reemplazada en el siglo XI por la iglesia bizantina de una sola nave Megalia Panagía. Durante la ocupación otomana, se convirtió en sede del Gobernador. En 1835, los cuarteles del rey Otón se construyeron en su lugar.
Tras ser sustituida por la iglesia de Megalia Panagía, la biblioteca se perdió en el olvido hasta que, en 1885, después de un incendio que dañó parte del templo cristiano, se inició una excavación en la que se encontraron algunos bloques de piedra caliza y varias columnas corintias de más de ocho metros de altura, además de los restos de los cimientos de la iglesia del siglo V.
En el siglo XX se retomaron las excavaciones y, entre 1960 y 1970, se restauró la fachada oeste.

## Descripción

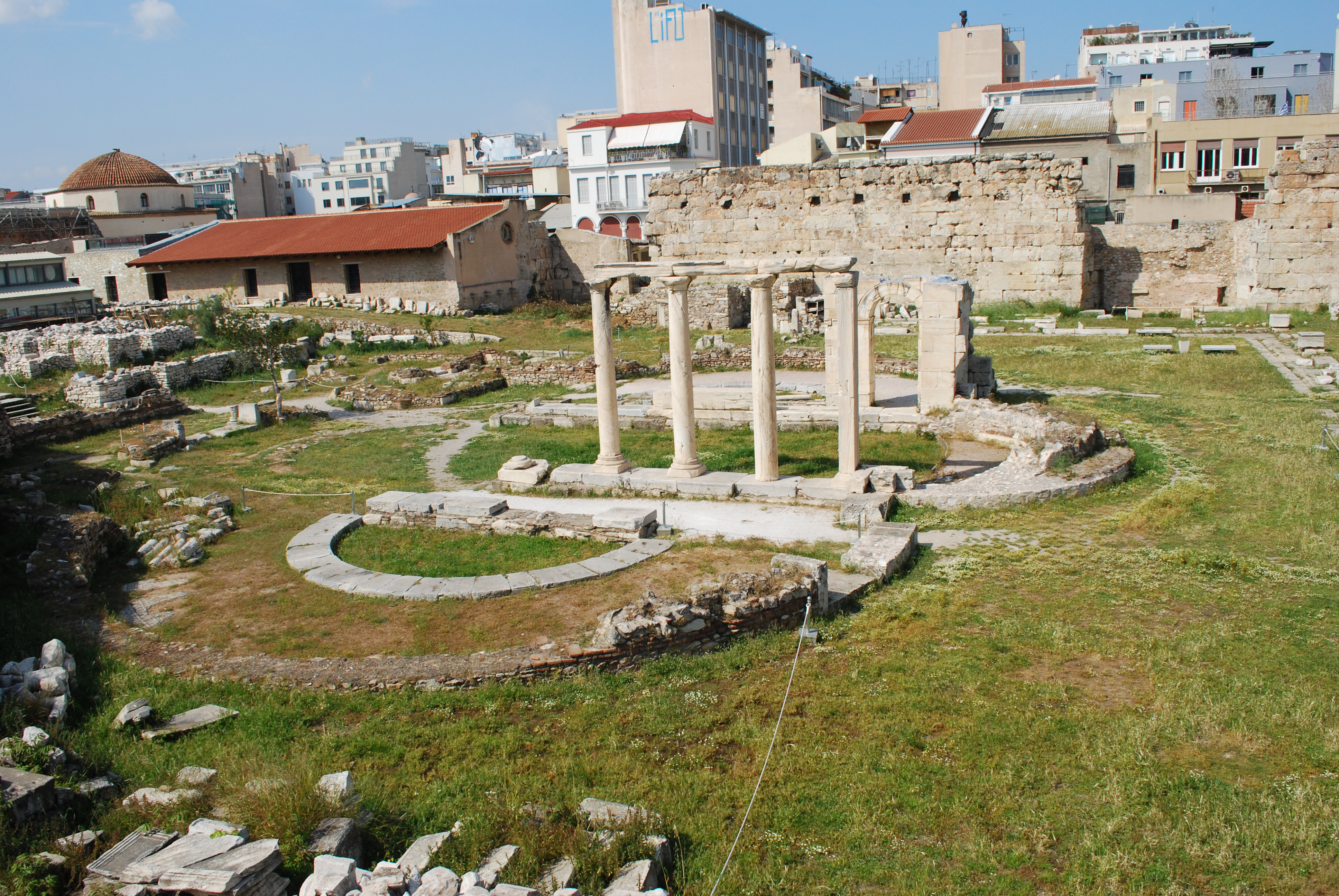
Restos del estanque central y de la iglesia cristiana.

La biblioteca ocupaba un extenso rectángulo de 122 metros de largo por 82 de ancho, situado al norte del Ágora romana de Atenas.
El edificio contaba con un propileo corintio de entrada en el lado oeste y tres exedras en cada uno de los otros tres lados. El patio central era un peristilo abierto con un estanque.
En el lado este estaba la biblioteca, con sala de lectura y salas de conferencias.
Según la descripción del historiador Pausanias, los techos estaban fabricados con alabastro realzado con oro.